# Fortinet
Fortinet, Inc., tidigare Appligation och Apsecure, är ett amerikanskt multinationellt IT-företag som har verksamheter inom IT-säkerhet, främst inom nätverkssäkerhet (secure networking); säker kantaccess till tjänster (secure access service edge) samt säkerhetsåtgärder (security operations). Företaget har verksamheter på samtliga sex kontinenter världen över.

## Historik
Företaget grundades i november 2000 som Appligation av bröderna Ken och Michael Xie. Redan månaden efter bytte företaget namn till Apsecure medan i senare skede till det nuvarande namnet. Det nuvarande namnet är ett teleskopord av "Fortified Networks". I november 2009 blev Fortinet ett publikt aktiebolag och blev börsnoterat på Nasdaq.